# Bitnje
Bitnje – wieś w Słowenii, w gminie Bohinj. W 2018 roku liczyła 72 mieszkańców.